# محادثة شاملة
المحادثة الشاملة هي معيار الاتحاد الدولي للاتصالات لخدمات الفيديو والصوت والنص المتزامنة في مجال الاتصالات. تتيح المحادثة الشاملة للأشخاص في موقعين أو أكثر: (أ) رؤية بعضهم البعض، (ب) سماع بعضهم البعض، و(ج) إجراء تفاعل نصي (نص فوري) فيما بينهم، أو اختيار التواصل بأي مزيج من هذه الأوضاع الثلاثة، والقيام بذلك في الوقت الفعلي.
تم تعريف المعيار في توصية قطاع توحيد مقاييس الاتصالات  أف 703 لعام 2000 على أنه "خدمة محادثة سمعية وبصرية توفر نقلًا متماثلًا ثنائي الاتجاه في الوقت الفعلي لمقاطع الفيديو المتحركة والنصوص والصوت بين المستخدمين في موقعين أو أكثر".

## طلب
- ستحتاج مكالمات المؤتمرات للشركات إلى استخدام الصوت والنص وقد تستخدم الفيديو لمشاركة المستندات.
- سيكون الأشخاص الصم الذين يستخدمون لغة الإشارة أكثر من راضين عندما يتصلون ببعضهم البعض عبر الفيديو.
- يمكن أيضًا للأشخاص الصم الذين يستخدمون لغة الإشارة الاتصال، ويمكنهم أن يتلقوا اتصالاً من الأشخاص الذين يسمعون باستخدام خدمة ترحيل الفيديو.
- تمكين الأشخاص الذين يعانون من صعوبة السمع من الاتصال ببعضهم البعض بشكل مباشر بالصوت والنص وحتى الفيديو لقراءة الشفاه.
- يحتاج الأشخاص الصم وضعاف السمع الذين لا يستخدمون لغة الإشارة (شفهيًا ومتأخرًا الصمم) إلى الوصول إلى خدمة نقل النصوص من خلال مكالمة صوتية بالإضافة إلى نصية حتى يتمكنوا من التحدث ولكن أيضًا لتلقي التعليقات التوضيحية.
- المكالمة النصية فقط هي الطريقة الوحيدة لإجراء مكالمة للمستخدمين الصم المكفوفين باستخدام شاشة برايل.
- مكالمة نصية مختلطة مع ردود الفعل الصوتية هي الطريقة الوحيدة لإجراء مكالمة للمستخدم الذي يعاني من إعاقة في الكلام
- تعتبر المكالمة المدمجة بالفيديو والنص والصوت هي الطريقة الوحيدة المناسبة لإجراء مكالمة للمستخدمين ذوي الإعاقة المعرفية.
- قد تكون مكالمة النص فقط مناسبة في المواقف التي لا يُسمح فيها بالاتصال الصوتي أو يكون متاحًا أو خطيرًا (موقف صاخب أو نطاق ترددي منخفض).
- يمكن الاتصال بالدعم والخط الساخن من خلال مكالمة صوتية فقط وإضافة بث فيديو إذا كانت هناك حاجة لإظهار المشكلة الفعلية التي يواجهها المستخدم على الجهاز.

## التصميم العالمي
المحادثة الشاملة هي تطبيق مباشر لمبادئ التصميم الشامل في مجال الاتصالات. يوفر هذا المعيار خدمات الاتصالات لأوسع شريحة من السكان، بما في ذلك الصم وضعاف السمع، بالإضافة إلى الأشخاص الذين يعانون من صعوبات في الكلام والإدراك وكبار السن والأطفال، بالإضافة إلى المستخدمين العاديين. وهو تحسين لخدمات الاتصال يوفر تجربة أفضل للجميع. تستخدم المحادثة الشاملة الفيديو والنص والصوت. يمكن دمج هذه الوسائط أو عدم دمجها حسب نوع الملف الشخصي المستخدم. يجب مراعاة العديد من ملفات تعريف المستخدمين. تُسمى هذه المنهجية "التصميم الشامل".

## تنفيذ المعيار
التنفيذات المتاحة
أنتجت عدة شركات أوروبية، منها 4 سي تيل وأوبيكس وإيفس ونوايز وأومنيتور ومختبرات أورانج، تطبيقاتٍ لهذه التقنية. تُستخدم هذه التطبيقات غالبًا لتوفير مكالمات بين المستخدمين وخدمات إعادة الإرسال للصم وضعاف السمع.
ريتش 112
تم تجربة المحادثة الكاملة في مشروع أوروبي يسمى ريتش 112، سمي على اسم رقم الطوارئ الأوروبي 1-1-2، وكان الغرض منه إجراء نشر تجريبي للمحادثة الكاملة في بيئة حية مع عدة آلاف من المستخدمين ولثلاثة استخدامات:
- مكالمات شخصية من شخص لآخر على مستوى أوروبا.
- خدمات المحادثة الشاملة للأشخاص الصم.
- يتم استخدام المحادثة الإجمالية للمكالمات الطارئة.

تحديد
مواصفات المحادثة الإجمالية تصف:
- واجهة ربط بين مقدمي خدمات المحادثة الإجمالية بما في ذلك خدمات التتابع.
- واجهة المستخدم للشبكة لمصنعي الهواتف المرئية.
- واجهة اتصال لخدمات الطوارئ من الجيل التالي في أوروبا[4] بما في ذلك إمكانية مشاركة المعلومات.

تُعرّف المحادثة الإجمالية ثلاث خدمات أساسية:
- مكالمات متعددة الوسائط سلسة من شخص إلى شخص بما في ذلك القدرة على الاتصال بمستخدمي الهاتف العاديين.
- القدرة على استدعاء خدمة التتابع من قبل الأشخاص الصم أو ضعاف السمع،
- القدرة على الاتصال بخدمات الطوارئ في وضع المحادثة الشاملة.

ومن أمثلة البروتوكولات الفنية المستخدمة في المحادثة الشاملة ما يلي:
- بروتوكول بدء الجلسة للإشارة إلى المكالمات،
- ت.140[5] مع آر أف سي 4103.[6] للنص في الوقت الفعلي[7] آر تي تي.
- برامج ترميز الفيديو أتش 263 ويفضل أتش 264.
- ترميز الصوت آي تي يو تي 711 وغيره من الترميزات الصوتية المستخدمة عادة في مكالمات فويب.

(* قد يكون من الممكن أيضًا استخدام بروتوكول التنبيه المشترك لمشاركة المعلومات مع خدمات الطوارئ)

## عبر الرسائل الفورية
يدعم تطبيقبرنامج آا او أل للمراسلة الفورية الاستخدام المتزامن للصوت والفيديو والرسائل النصية الفورية عبر ميزة "المراسلة الفورية الفورية". ويُعتبر هذا متوافقًا مع ميزة "المحادثة الشاملة".
بالنسبة لشبكات الدردشة الأخرى مثل جوجل توك، يسمح بروتوكول بروتوكول الحضور والمراسلة القابل للتوسعة من الناحية الفنية بإجراء محادثة كاملة من خلال الجمع بين ملحقات بروتوكول الحضور والمراسلة القابل للتوسعة المتعددة، مثل الصوت أكس اي بي-0266، والفيديو أكس اي بي-0299، والنص في الوقت الفعلي أكس اي بي-0301. اعتبارًا من ديسمبر 2011، يدعم جوجل توك الصوت/الفيديو فقط، ولكن ليس النص في الوقت الفعلي حتى الآن.
يدعم سكايب الصوت والفيديو والنص في الوقت الفعلي.

## نظام الوسائط المتعددة
يوفر توتال كونفيرزايشين بشكل أساسي خدمات مكالمات متعددة الوسائط مع تمكين وسائط محددة. بيئة التنفيذ الأكثر شيوعًا حاليًا هي بروتوكول أس آي بي الأصلي كما هو موضح أعلاه.
يمكن أيضًا تطبيق المحادثة الشاملة في بيئات أخرى للتحكم في المكالمات. ومن هذه البيئات نظام نظام الوسائط المتعددة في خدمة الاتصالات الهاتفية المتعددة الوسائط.
أولاً، يُمكن تعريف المحادثة الشاملة بأنها اختيار عملي للمعايير الحالية المتعلقة ببروتوكول بدء الجلسة، مع اختيار برامج ترميز الصوت والفيديو والنص. وهي مبادرة خاصة من مُقدّمي الخدمات ومُورّدي التكنولوجيا، سعياً لتحقيق التوافق التشغيلي بأوسع معانيه.
ثانياً، يمكن تطبيق هذا على منصة أس آي بي الحالية والمنتشرة بدلاً من شبكات المستقبل أو الجيل التالي.
ثالثًا، يُعدّ نظام إدارة المعلومات خدمة الاتصالات الهاتفية المتعددة الوسائط أكثر طموحًا، إذ يُحدد بنيةً متكاملة، تشمل جميع الواجهات الداخلية والفوترة والبنية التحتية المادية. تُناسب هذه المعايير شركات الاتصالات الكبرى وموردي معداتها على نحوٍ أفضل. لهذا التعقيد عواقب وخيمة:
- هناك عدد قليل جدًا من إصدارات يو ام تي اس التي تدعم خدمة الاتصالات الهاتفية المتعددة الوسائط  بالكامل وهي في مرحلة الإنتاج[12]
- خدمات مكالمات الوسائط المتعددة التي تُعرّفها إم إم تي إل لا تُترجم[13] إلى خدمات فعلية قابلة للاستخدام في السوق. وتخطط مبادرةٌ يقودها القطاع تُسمى مجموعة الاتصالات الغنية[14] أخيرًا للقيام بذلك عند طرح نظام خدمة الاتصالات الهاتفية المتعددة الوسائط في الشبكات.
- يتطلب إطلاق خدمات المحادثة الشاملة عبر بروتوكول بدء جلسة أس آي بي الأصلي استثماراتٍ أقل بكثير مقارنةً بنظيرتها عبر نظام إدارة الإنترنت. ومع ذلك، فإنّ التنفيذ في كلا البيئتين متقاربٌ بما يكفي لتسهيل التوافق بينهما.